# Casa Manegat
La Casa Manegat era un habitatge, ara transformat en oficis, de Girona inclosa a l'Inventari del Patrimoni Arquitectònic de Catalunya.

## Descripció
És un edifici de planta quadrada amb planta baixa i dos pisos. S'adscriu a l'estil neogòtic pels elements exteriors (finestres de coronella, arcs conopials, amb motius heràldics, etc) que han estat tractats per l'autor amb una visió molt personal.

## Història
Originàriament fou propietat de Jaume Manegat. Actualment és la seu del Diari de Girona i la nova utilització n'ha canviat l'antiga porta d'arcada per una de rectangular.